# Ananie et Saphire

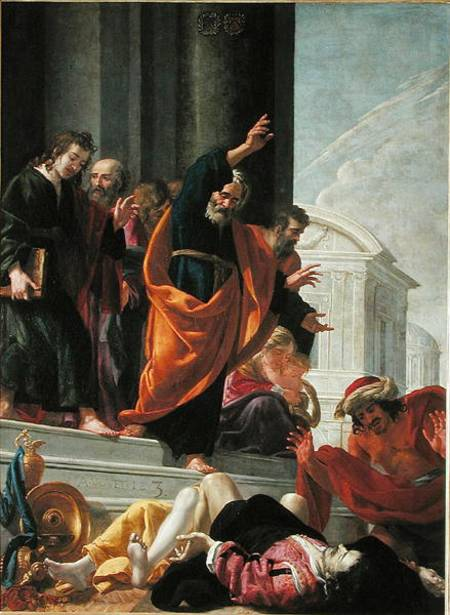
La Mort d'Ananie et Saphire par Aubin Vouet, 1632, Musée des beaux-arts de Rouen.

Pour l’article homonyme, voir Ananie.
L'épisode d'Ananie et Saphire (ou Ananias et Saphira) est une péricope du Nouveau Testament qui se trouve dans le livre des Actes des Apôtres (5:1-11). Le récit met en scène l'apôtre Pierre face à deux membres de l'Église de Jérusalem, un homme du nom  d'Ananie et sa femme, Saphire. Ces deux époux sont coupables d'avoir menti en ayant retenu une partie du fruit de la vente d'une propriété, faisant croire qu'ils remettaient la somme totale à la communauté. Ils meurent foudroyés par la colère divine devant l'apôtre Pierre.

## Présentation

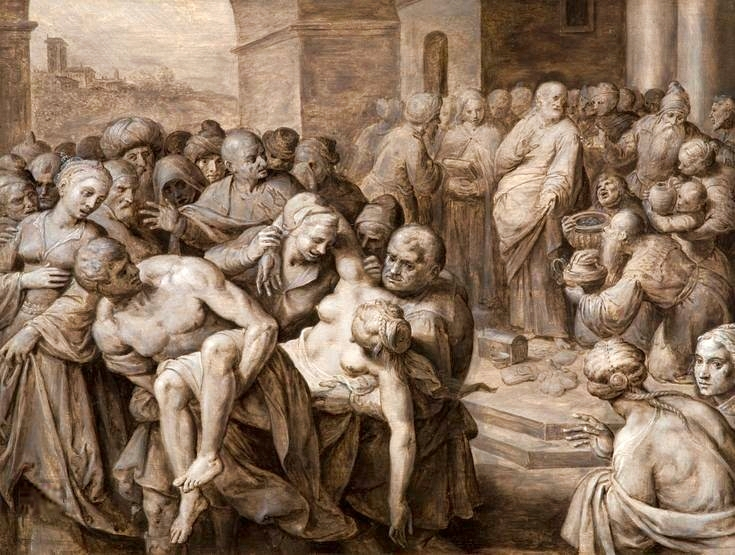
La Mort de Saphire par Ambrosius Francken I.

L'épisode s'inscrit dans la première partie des Actes des Apôtres, qui décrit la communauté de Jérusalem autour des Douze.
Les Actes insistent sur la mise en commun des biens et le cénobitisme qui caractérisent la vie des premiers chrétiens au sein de l'Église de Jérusalem. Ainsi le chapitre 4 précise-t-il : « Car il n’y avait parmi eux aucun indigent : tous ceux qui possédaient des champs ou des maisons les vendaient, apportaient le prix de ce qu’ils avaient vendu, et le déposaient aux pieds des apôtres ; et l’on faisait des distributions à chacun selon qu’il en avait besoin. »

## Exégèse

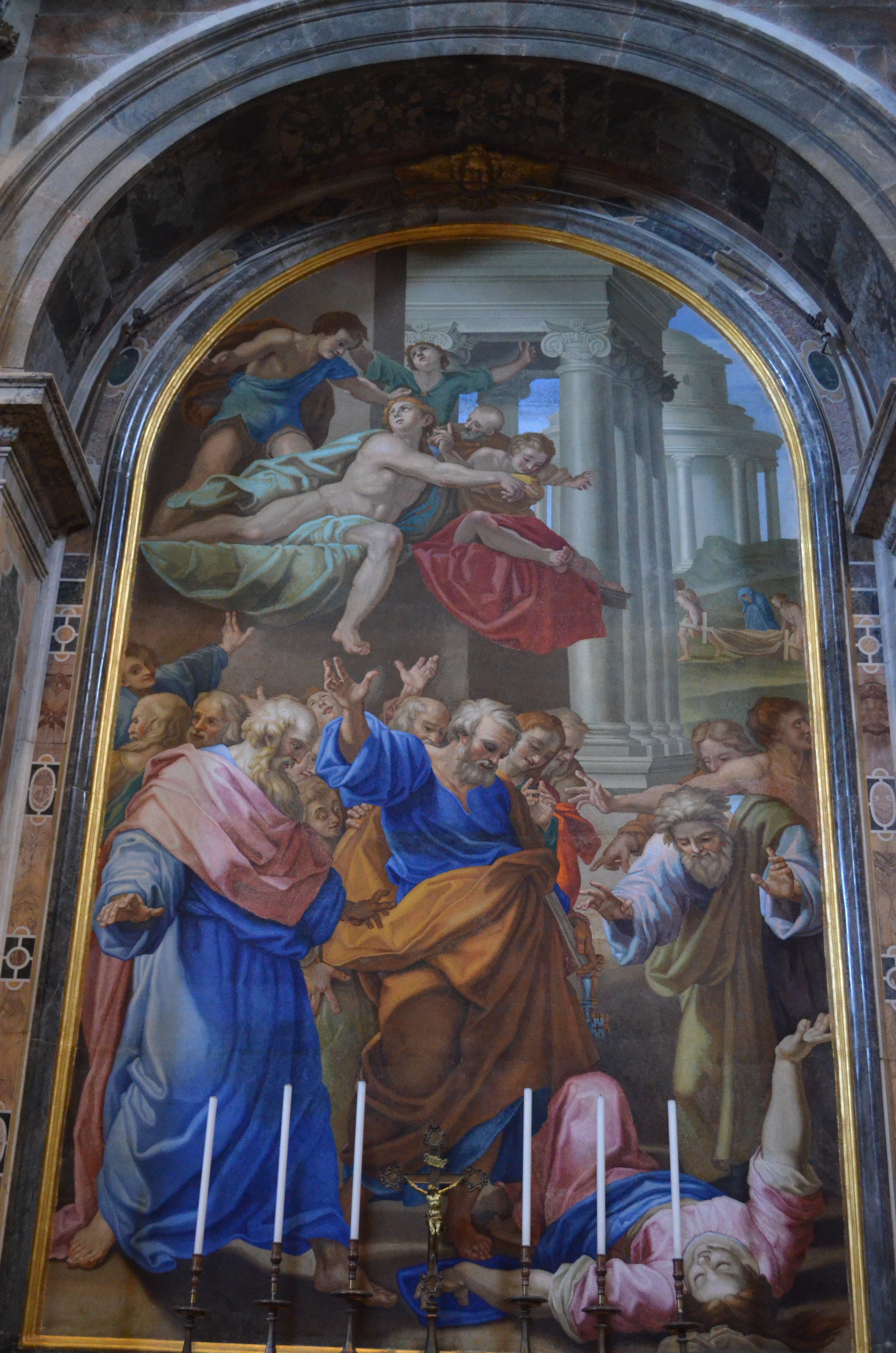
Le Châtiment d'Ananie et Saphire, mosaïque d'après un tableau de Niccolò Pomarancio, autel d'Ananie et Saphire, dit « autel du Mensonge », basilique Saint-Pierre, Rome.

## Récit

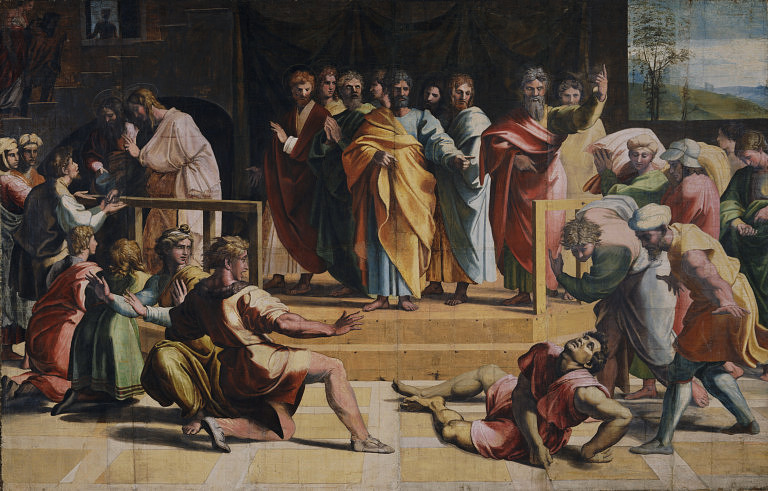
La Mort d'Ananie, Cartons de Raphaël.

« Mais un homme nommé Ananias, avec Saphira sa femme, vendit une propriété, et retint une partie du prix, sa femme le sachant ; puis il apporta le reste, et le déposa aux pieds des apôtres. Pierre lui dit : "Ananias, pourquoi Satan a-t-il rempli ton cœur, au point que tu mentes au Saint-Esprit, et que tu aies retenu une partie du prix du champ ? S’il n’eût pas été vendu, ne te restait-il pas ? Et, après qu’il a été vendu, le prix n’était-il pas à ta disposition ? Comment as-tu pu mettre en ton cœur un pareil dessein ? Ce n’est pas à des hommes que tu as menti, mais à Dieu." Ananias, entendant ces paroles, tomba, et expira. Une grande crainte saisit tous les auditeurs. Les jeunes gens, s’étant levés, l’enveloppèrent, l’emportèrent, et l’ensevelirent. Environ trois heures plus tard, sa femme entra, sans savoir ce qui était arrivé. Pierre lui adressa la parole : "Dis-moi, est-ce à un tel prix que vous avez vendu le champ ?" "Oui, répondit-elle, c’est à ce prix-là." Alors Pierre lui dit : "Comment vous êtes-vous accordés pour tenter l’Esprit du Seigneur ? Voici, ceux qui ont enseveli ton mari sont à la porte, et ils t’emporteront." Au même instant, elle tomba aux pieds de l’apôtre, et expira. Les jeunes gens, étant entrés, la trouvèrent morte ; ils l’emportèrent, et l’ensevelirent auprès de son mari. Une grande crainte s’empara de toute l’assemblée et de tous ceux qui apprirent ces choses. »

— Actes des apôtres (5:1-11)